# Mima Foundation USTA Pro Tennis Classic
Il Mima Foundation USTA Pro Tennis Classic è stato un torneo professionistico di tennis giocato su campi in terra verde. Faceva parte dell'ITF Men's Circuit e dell'ITF Women's Circuit. Si giocava annualmente a Indian Harbour Beach negli Stati Uniti.

## Albo d'oro

### Singolare femminile
| Anno | Campionessa              | Finalista             | Punteggio           |
| ---- | ------------------------ | --------------------- | ------------------- |
| 2006 | Edina Gallovits-Hall (1) | Rosana de Los Rios    | 3–6, 7–6(5), 7–6(0) |
| 2007 | Bethanie Mattek-Sands    | Olga Govortsova       | 7–5, 1–6, 6–1       |
| 2008 | Yanina Wickmayer         | Bethanie Mattek-Sands | 6–4, 7–6(5)         |
| 2009 | Melanie Oudin            | Laura Siegemund       | 7–5, 5–7, 6–2       |
| 2010 | Edina Gallovits-Hall (2) | Shelby Rogers         | 2–6, 6–3, 6–4       |
| 2011 | Melinda Czink            | Alison Riske          | 4–6, 6–1, 6–4       |
| 2012 | Grace Min                | Maria Sanchez         | 6–4, 7–6(4)         |
| 2013 | Petra Rampre             | Dia Evtimova          | 6–0, 6–1            |
| 2014 | Taylor Townsend          | Yulia Putintseva      | 6–1, 6–1            |
| 2015 | Katerina Stewart         | Louisa Chirico        | 6–4, 3–6, 6–3       |
| 2016 | Jennifer Brady           | Taylor Townsend       | 6–3, 7–5            |
| 2017 | Olga Govortsova          | Amanda Anisimova      | 6–3, 4–6, 6–3       |
| 2018 | Caroline Dolehide        | Irina Maria Bara      | 6–4, 7–5            |

### Doppio femminile
| Anno | Campionesse                            | Finaliste                                | Punteggio           |
| ---- | -------------------------------------- | ---------------------------------------- | ------------------- |
| 2006 | Edina Gallovits-Hall Jessica Kirkland  | Maria-Fernanda Alves Marie-Eve Pelletier | 6–3, 6–2            |
| 2007 | Monique Adamczak Angela Haynes         | Carly Gullickson Lindsay Lee-Waters      | 6–1, 3–6, 6–4       |
| 2008 | Madison Brengle Kristy Frilling        | Raquel Atawo Abigail Spears              | 2–6, 6–4, [10–7]    |
| 2009 | Heidi El Tabakh Melanie Klaffner       | Tetiana Luzhanska Lilia Osterloh         | 6–3, 3–6, [10–7]    |
| 2010 | Christina Fusano Courtney Nagle        | Julie Ditty Carly Gullickson             | 6–3, 7–6(4)         |
| 2011 | Al'ona Sotnikova Lenka Wienerová       | Christina Fusano Alexa Glatch            | 6–4, 6–3            |
| 2012 | Maria-Fernanda Alves Jessica Moore     | Marie-Eve Pelletier Alyona Sotnikova     | 6(6)–7, 6–3, [10–8] |
| 2013 | Jan Abaza Louisa Chirico               | Asia Muhammad Allie Will                 | 6–4, 6–4            |
| 2014 | Asia Muhammad Taylor Townsend (1)      | Jan Abaza Sanaz Marand                   | 6–2, 6–1            |
| 2015 | Maria Sanchez Taylor Townsend (2)      | Angelina Gabueva Alexandra Stevenson     | 6–0, 6–1            |
| 2016 | Julia Glushko Alexandra Panova         | Jessica Pegula Maria Sanchez             | 7–5, 6–4            |
| 2017 | Kristie Ahn Quinn Gleason              | Laura Pigossi Renata Zarazua             | 6–3, 6–2            |
| 2018 | Irina Maria Bara Silvia Soler-Espinosa | Jessica Pegula Maria Sanchez             | 6–4, 6–2            |

### Singolare maschile
| Anno | Campione       | Finalista         | Punteggio |
| ---- | -------------- | ----------------- | --------- |
| 2011 | Jesse Levine   | Jeff Dadamo       | 6–4, 6–4  |
| 2012 | Chase Buchanan | Alexander Domijan | 6–3, 6–4  |
| 2013 | Jesse Witten   | Mitchell Frank    | 6–1, 6–4  |

### Doppio maschile
| Anno | Campioni                          | Finalisti                        | Punteggio           |
| ---- | --------------------------------- | -------------------------------- | ------------------- |
| 2011 | Mohd Assri Merzuki Gabriel Moraru | Antoine Benneteau Artem Ilyushin | 7–6(6), 3–6, [10–7] |
| 2012 | Ruben Gonzales Darian King        | Kevin King Juan-Carlos Spir      | 6–2, 3–6, [10–4]    |
| 2013 | Roman Borvanov Milan Pokrajac     | Marcelo Arévalo Roberto Maytín   | 7–6(4), 6–3         |